# Евлампий (Введенский)
Епископ Евлампий (в миру Евфимий Иванович Введенский; 1756, Владимирская губерния — 2 (14) мая 1813) — епископ Русской православной церкви, епископ Калужский и Боровский.

## Биография
Родился в Юрьеве Владимирской губернии, в семье диакона Введенского девичьего монастыря (откуда и фамилия).
Современные источники утверждают, что в Московскую духовную академию, по окончании которой в 1788 году был пострижен в монашество, Евфимий Введенский поступил после окончания Владимирской духовной семинарии. Однако в Списке выпускников семинарии (Москва, 1902) он отсутствует.
С 1788 года — префект Троице-Сергиевой духовной семинарии, а с 1792 года — ректор той же семинарии с именем Евлампий.
С 23 июля 1795 года — ректор Московской духовной академии и архимандрит Заиконоспасского монастыря.
В 1798 году назначен архимандритом Донского монастыря с оставлением при должности ректора и настоятеля Заиконоспасского монастыря.
С 1799 года — председательствующий цензурного комитета.
29 июня 1801 года хиротонисан во епископа Архангельского и Холмогорского.
Будучи епископом Архангельским, по словам знавшего его князя Алексея Долгорукого проводил жизнь анахорета, чем весьма удивлял знавших его.
18 ноября 1806 года награждён орденом Святой Анны 1-й степени.
С 16 апреля 1809 года — епископ Калужский и Боровский.
Был требователен к ищущим священного сана. Во священники рукополагал лишь окончивших семинарию и по достижении возрастного ценза, что в то время было исключением, а не правилом. Если воспитанник просил рукоположения до окончания учёбы, епископ Евлампий увещал доучиваться, и исключения делал лишь по просьбам вдов и сирот духовного звания. Даже диаконов посвящал на места своих отцов лишь после строгого личного испытания.
Епископ Евлампий был пастырь, известный своим благочестием. Несмотря на постоянную болезненность, он очень часто совершал богослужения, в которых находил единственное облегчение своей болезни. Он служил с великим умилением и слезами, особенно в момент призывания на Дары всеосвящающей благодати Святого Духа.
Во время войны Наполеона против России в 1812 году храмы по распоряжению епископа Евлампия стояли отворёнными, богослужение в них не прекращалось, ежедневно совершалось соборное молебствие при крестном ходе из всех церквей.
По изгнании Наполеона преосвященный Евлампий не ограничился делами только своей епархии, а принял усердное попечение о собрании духовенства, о возобновлении и освящении осквернëнных церквей оставленной без пастыря Смоленской епархии.
Здоровье его, и без того слабое, ещё более расстроилось в годину испытаний.
Скончался 22 мая (3 июня) 1813 года. Кончина архипастыря открыла его нестяжательность. У него не нашлось даже суммы на погребение, так как он всё, что имел, раздал нуждавшимся и разоренным во время неприятельского нашествия. Калужские граждане похоронили любимого владыку за свой счёт. Погребён под алтарём Троицкого кафедрального собора Калуги.

## Сочинения
- Слово на новый год. — М., 1804.
- Слово в день Покрова Пресвятой Богородицы, говоренное Преосв. Евлампием, еп. Калужским и Боровским 1 окт. 1810 г.
- Слово в с. Сергиевском, по освящении храмов. — М., 1810.